# Herschel (krater)
Herschel – krater na Mimasie (księżycu Saturna), który ma średnicę 139 km, czyli około jednej trzeciej średnicy samego księżyca. Nazwa krateru pochodzi od Williama Herschela, odkrywcy Mimasa. Miejscami jest on głęboki na 10 kilometrów, jego centralne wzniesienie wznosi się 6 km powyżej dna krateru, zaś zewnętrzne ściany na 5 km ponad powierzchnię księżyca. Mimo tak dużych rozmiarów krateru uderzenie meteorytu, które spowodowało jego powstanie, nie doprowadziło do rozbicia Mimasa. Krater Herschel sprawia, że Mimas przypomina z wyglądu Gwiazdę Śmierci z filmu Gwiezdne Wojny.